# Kameny bolesti
Kameny bolesti (v originále Mal de pierre) je francouzský hraný film z roku 2016, který režírovala Nicole Garcia. Snímek měl světovou premiéru na filmovém festivalu v Cannes dne 15. května 2016. Jedná se o adaptaci italského románu Mal di pietre Mileny Agus z roku 2006. Film vypráví příběh z poválečného provensálského venkova o snaze mladé ženy najít lásku.

## Obsazení
| Marion Cotillard   | Gabrielle Rabascal              |
| Louis Garrel       | poručík André Sauvage           |
| Àlex Brendemühl    | José Rabascal, manžel Gabrielle |
| Brigitte Roüan     | Adèle, matka Gabrielle          |
| Victoire Du Bois   | Jeannine                        |
| Aloïse Sauvage     | Agostine, zaměstnankyně lázní   |
| Daniel Para        | Martin                          |
| Jihwan Kim         | Blaise, sluha poručíka Sauvage  |
| Francisco Alfonsin | Paco                            |
| Sören Rochefort    | Georget                         |
| Inès Grünenwald    | sekretářka na faře              |
| Anne Crestey       | ošetřovatelka v mateřské škole  |

## Ocenění
- Filmový festival v Cannes: výběr do hlavní soutěže
- Lumières: nominace v kategoriích nejlepší herečka (Marion Cotillard), nejlepší kamera (Christophe Beaucarne)
- César: nominace v kategoriích nejlepší film, nejlepší režie (Maïwenn), nejlepší adaptace (Nicole Garcia a Jacques Fieschi), nejlepší herečka (Marion Cotillard),  nejlepší zvuk (Jean-Pierre Duret, Syvlain Malbrant a Jean-Pierre Laforce), nejlepší střih (Simon Jacquet), nejlepší kostýmy (Catherine Leterrier), nejlepší kamera (Christophe Beaucarne)